# Misl
Misl è un termine che indica gli stati sovrani sikh presenti nel Punjab nel XVIII secolo. 

## Confederazione sikh
Il periodo che va dal 1710 al 1799 fu un periodo politico e militare particolarmente turbolento nella regione del Panjab.
Ciò fu causato dal declino generale dell'Impero Mughal che lasciò un vuoto di potere nella regione, infine riempito dai Sikh della Dal Khalsa, che significa "Esercito dei Khālsā" o "partito dei Khālsā", verso la fine del XVIII secolo, dopo una serie di disfatte patite per mano degli Afghani dell'Impero Durrani e dei loro alleati indiani, relitti dell'Impero Mughal e della loro amministrazione, come gli alleati hindu dei Mughal delle colline del Shivalik, e di realtà islamiche locali.
I sikh dell'Ordine dei Dal Khālsā formarono infine un loro sistema confederativo indipendente: i cosiddetti Misl, parola derivante dal termine arabo-persiano mitl, che significa "simile", guidati dai Misldar. Questi Misl furono in larga parte unificati dal Maharaja Ranjit Singh.